# 吉良義俊
吉良 義俊（きら よしとし、寛文10年（1670年） - 寛保2年2月26日（1742年4月1日））は、江戸幕府の高家旗本。吉良家の分流で、元は蒔田（まきた）姓を称していたが、赤穂事件で吉良家が断絶の後に吉良姓に戻った。通称は源六郎（げんろくろう）、式部（しきぶ）、左兵衛（さへえ）。官位は従四位下侍従、河内守、左兵衛督、左京大夫。

## 生涯
高家旗本・蒔田義成（1020石）の長男として誕生した。母は不詳。
蒔田家は吉良氏の始祖足利義氏の次男吉良義継を祖とする家柄である。長男吉良長氏の流れが本家吉良家とされるが、次男の流れ（奥州吉良氏、武蔵吉良氏）も13代にわたって吉良を称していた。しかし江戸幕府に仕えるようになった吉良頼久の代に、徳川家康から｢吉良姓を継承するのは本家だけにせよ｣と命じられ、現在の神奈川県にあった所領から「蒔田」と改姓した、とされるが、自主的改姓であるともされる。いずれにせよ以降、蒔田家は義祗、義成、そして義俊と継承された。義成の代に高家に任じられた。
貞享元年12月19日（1685年）、はじめて将軍徳川綱吉に拝謁。元禄4年（1691年）7月21日に父義成の死去で家督を相続した。元禄5年（1692年）1月11日に奥高家となり、従五位下・侍従・河内守に叙任した。元禄6年（1693年）9月29日、高家の列を離れて小姓組に転じ、元禄7年（1694年）3月10日には300俵を加えられた。また元禄10年（1697年）7月26日には切米を知行地に改められて、武蔵国比企郡と入間郡に都合1420石を領した。宝永6年（1709年）2月21日から奥高家に復帰し、9月26日には皇居の工事が無事に終わったことに対する幕府の祝賀の使者として京都の朝廷へ派遣された。
赤穂事件以来、「高家の吉良家」が断絶していた。そのため武蔵吉良家の義俊は、姓を蒔田から吉良に戻す許可を幕府に求めていたが、宝永7年（1710年）2月15日にこれが許された。なお、同年に浅野長矩の弟浅野長広（大学）が旗本として浅野家を再興している。つまりこの年に、赤穂事件の「浅野」「吉良」両家が同時に再興する形となった。下る享保17年（1732年）には元高家の三河吉良家の分家東条義孚も吉良姓に復している。ただしこちらは一般の旗本となり、高家の家格に復することは無かった。
享保5年（1720年）1月9日、皇子若宮昭仁親王御誕生（のちの桜町天皇）の幕府の祝賀の使者として京都へ赴き、4月28日には従四位下に昇った。元文2年（1733年）4月19日、中御門上皇の崩御により、幕府の弔辞の使者として京都へ派遣された。元文5年（1736年）12月5日に奥高家職を辞して表高家（無役の高家）に列した。
寛保2年（1742年）2月26日死去。享年73。